# 响水潭水库
响水潭水库是中国湖北省黄冈市罗田县境内的一座水库，位于巴河水系五桂河支流上，建于1971年。水库正常库容为2300万立方米，集雨面积为80平方千米，海拔为127米。